# Lavoisiera phyllocalycina
Lavoisiera phyllocalycina là một loài thực vật có hoa trong họ Mua. Loài này được Cogn. mô tả khoa học đầu tiên năm 1883.

## Hình ảnh

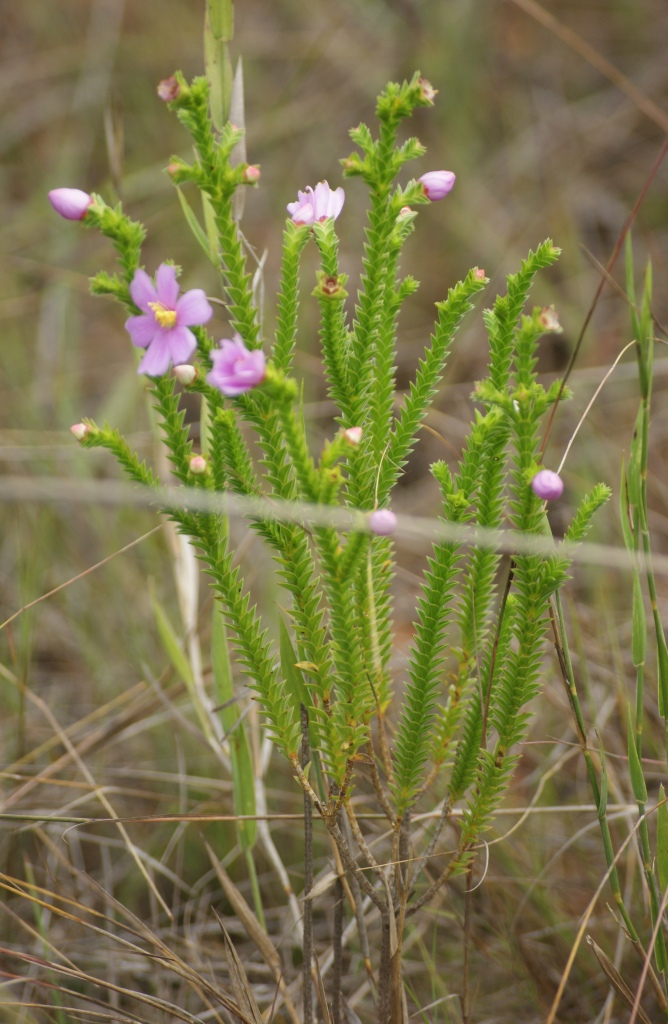